# The Business
The Business — английская Oi!/punk-группа, образовавшаяся в октябре 1979 года в Люишеме на юге Лондона и (наряду с Blitz и The 4-Skins), возглавившая так называемую «вторую волну Oi!-движения». Альбом The Business Suburban Rebels в масштабах Oi-движения считается классическим. Нередко выступая с антисоциальных позиций, группа, тем не менее, последовательно опровергала все инсинуации относительно её возможных связей с крайне правыми и возглавила антирасистский тур Oi Against Racism and Political Extremism …But Still Against The System. При этом неоднократно выступала на одной сцене с националистическими ой-группами, такими как Indecent Exposure, Vicious Rumours и Public Enemy.

## История
Первый состав The Business — Микки Фиц (гитара), Кент-Мартин Смит (бас) и Ник Каннингем (ударные) — дебютировал на виниле в сборнике 1981 года Sudden Surge Of Sound (VU Records), где были представлени исполнители разных стилей панк-рока от UK Subs до Лоры Лоджик. Трек группы, «Out In The Cold», не слишком понравился критике и один из рецензентов назвал The Business «обозлённо-ублюдочным вариантом Status Quo». На сборнике Carry On Oi! группа была представлена уже двумя песнями.
Месяц спустя The Business выпустили дебютный сингл «Harry May», который поднялся до #13 UK Indie Charts; сейчас он считается раритетным. Первый состав сразу же после его выпуска распался: последней их совместной работой был Bollocks to Christmas EP, выпущенный в декабре 1981 года. Одновременно вышел и так называемый 1980-81 Official Bootleg (Syndicate Records), где были представлен как демозаписи, так и концертные треки.
Микки Фитц реорганизовал состав: в него вошли Стив Вэйл, Марк Бреннан, Грэм Болл (экс-Conflict) и Джон Фишер (позже появившийся в Combat 84). После лишь одного выступления Болл и Фишер ушли, а за ударные сел Кев Бойс, принявший участие в работе над Smash The Discos EP (март 1982 года), поднявшимся до #3 в британских инди-чартах. В те же дни группа появилась на двух компиляциях («Total Noise» EP — со студийной версией «Loud Proud and Punk», Oi Oi That's Yer Lot — с песней «Real Enemy»).
The Business приступили к работе над дебютным альбомом с продюсером Роном Роуманом (менеджером группы), но результатом остались недовольны и решили ремикшировать плёнки. Когда выяснилось, что последние загадочным образом исчезли, The Business взяли у Secret Records взаймы 2 тысячи фунтов и полностью перезаписали весь материал с продюсером Микки Геггусом из Cockney Rejects. Альбом Suburban Rebels вышел в мае 1983 года и поднялся до #37 в национальном хит-параде. Вскоре плёнки (записанные Роуманом) нашлись и выпущены были лишь в 1985 году как часть двойного альбома Back to Back Vol.2 (Wonderful World Records). Позже под заголовком Smash The Discos альбом был перевыпущен Link Records (лейблом, который в 1987 году образовал Марк Бреннан). Сюда были включены каверы Crass («Do They Owe Us a Living») и Sham 69 («Tell Us The Truth»). В сентябре 1984 года вышел концертный альбом Loud Proud and Punk Live, записанный с новым ударником Микки Фэйрбарном (англ. Micky Fairbairn). Альбом был хорошо принят прессой и удостоился пяти звезд в Sounds.
В 1985 году The Business выпустили Get Out Of My House EP и два двойника (Back To Back, Vol.1 & 2), а также вызвавший скандал сингл «Drinking and Driving» (#27 UK Indie Charts). Профессор Брайан Причард из «Общества Борьбы против пьянства за рулем» заявил буквально следующее: «Эта пластинка абсолютно преступна и группу следует судить за пособничество и подстрекательство к убийствам на дорогах». Следующий альбом Saturday’s Heroes (куда «Drinking and Driving», несмотря на все возражения, была включена) содержал ещё один «оскорбительный» трек, «Saturday’s Heroes». Песня, восхвалявшая футбольное хулиганство, была повсеместно осуждена властями, хотя многие отметили и её несерьёзность.
На некоторое время The Business ушли «в подполье» и молчание нарушили лишь в феврале 1988 года, когда на Link Records вышел сингл «Do A Runner» (ему предшествовал сборник Dojo Records Singalongabusiness 1986 года). Затем последовал альбом Welcome To The Real World, куда, помимо оригинальных композиций, вошли песни, которые были написаны для Prole и The Blackout, групп, с которыми участники Business сотрудничали. В октябре 1988 года макси-сингл группы вышел бесплатным приложением к первому выпуску журнала Beat Of The Street. Сюда была включена концертная версия «Do A Runner», записанная на Lisieux Festival в Нормандии. 2 апреля 1988 года The Business выступили в лондонском клубе Astoria, объявив со сцены о том, что прекращают концертную деятельность. Событие было документировано: Link Records выпустил эти плёнки под заголовком Live and Loud, после чего группа распалась.
Дважды — в 1994 (Keep the Faith LP) и 2001 годах группа реформировалась и продолжает выступать в составе: Микки Фиц, Стив Вэйл, Лол Проктор и Микки Фэрберн. В 2003 году группа выпустила альбом Hardcore Hooligan, одна из самых известных песен которого, «England 5 — Germany 1» (написанная «по мотивам» отборочного матча чемпионата мира по футболу в 2001 году), стала неофициальным гимном английских болельщиков.
В конце 2015 года у Мики Фица диагностировали рак лимфатических желез. 1 декабря 2016 года его не стало.

## Дискография

### Студийные альбомы
- Suburban Rebels (1983)
- 1980-81 — Official Bootleg (1983) #17 UK Indie Charts
- Saturday’s Heroes (1985)
- Welcome To The Real World (1988)
- Keep The Faith (1994)
- The Truth, The Whole Truth And Nothing But The Truth (1997)
- No Mercy For You (2001)
- Under The Influence (2003)
- Hardcore Hooligan (2003)
- Doing The Business (2010)

### Компиляции
- Harry May (2002)
- Hell 2 Pay" (2002)
- The Complete Singles Collection (2001)
- Oi, It’s Our Business: The Best of The Business (2001)
- Smash the Discos/Loud, Proud and Punk (Live) (2001)
- Mob Mentality (2000)
- Live (1999)
- Loud, Proud and Oi! (1996)
- Death II Dance (1996)
- The Best of The Business: 28 Classic Oi Anthems… (1993)